# Fria och bundna variabler
Inom matematiken, och andra relaterade områden, såsom predikatlogik, är en fri variabel ett ospecificerat uttryck, såsom x, för vilken inga restriktioner lagts. Om några restriktioner har lagts på variabeln kallas den bunden.  Notera att ett uttryck kan innehålla både fria och bundna variabler.
Som exempel kan vi titta på definitionen av derivata:
{\displaystyle \lim _{h\rightarrow 0}{\frac {f(x+h)-f(x)}{h}},}
Här är x en fri variabel emedan h är bunden. Värdet av detta gränsvärde beror enbart på funktionen f och variabeln x. Variabeln h är betecknar ett uttryck som går mot ett bestämt värde, 0, bunden till själva formeln. Vi kan byta ut funktionen f och välja valfri punkt x att beräkna gränsvärdet i, men h är ingenting vi kan välja. Den variabeln definieras i formeln och saknar betydelse utanför den.

## Allmänna källor
- Einführung in die Mathematische Logik. Vieweg+Teubner. 2008. ISBN 978-3-8348-0578-2
- H.-P. Tuschik, H. Wolter (2002). Mathematische Logik – kurzgefaßt. ISBN 3-8274-1387-7